# Lijst van afleveringen van Death in Paradise
Dit is een lijst met afleveringen van de Britse politieserie Death in Paradise.

## Seizoen 1 (2011)
| 1.1 | Arriving in Paradise | Wanneer een Britse agent dood wordt gevonden in zijn huis op het tropische eiland Saint-Marie, wordt detective Richard Poole erop afgestuurd. Helaas voor Richard heeft hij een hekel aan zon, zee en zand. |
| 1.2 | Wicked Wedding Night | Tijdens Richards wanhopige zoektocht naar een kop thee, wordt er een vrouw vermoord. Op haar trouwdag, nota bene.                                                                                           |
| 1.3 | Predicting Murder    | Angelique Morel wordt dood aangetroffen in de plaatselijke school. Ze was een voodoo-experte. Richard gelooft niet in voodoo. Wel in een cyanidevergiftiging.                                               |
| 1.4 | Missing a Body?      | Megan Talbot komt zichzelf aangeven voor moord op haar echtgenoot. Er is alleen nergens een lichaam te vinden.                                                                                              |
| 1.5 | Spot the Difference  | Tijdens het transport van een gevangene gaat alles helemaal fout. De crimineel wordt doodgestoken, terwijl hij met handboeien aan Richard vastzit.                                                          |
| 1.6 | An Unhelpful Aid     | Wanneer Richard wordt geveld door een tropische griep, moeten Dwayne en Fidel de moord op een duiker zien op te lossen.                                                                                     |
| 1.7 | Music of Murder      | Richard ontdekt de duistere kant van de showbusiness. Zon, zee en strand zijn al niet zijn beste vrienden, maar hij moet nu ook zijn angst voor slangen nog zien te overwinnen.                             |
| 1.8 | Amongst Us           | Een vrouw wordt vermoord gevonden in haar bed, met 30 muntjes in haar mond. Ze verbleef op het eiland onder een valse naam.                                                                                 |

## Seizoen 2 (2013)
| 2.1 | A Murder on the Plantation | Richard Poole heeft moeite met romantiek en vriendschap, maar juist die combinatie helpt hem bij een moordonderzoek.                                                                                         |
| 2.2 | An Unholy Death            | Richard wordt geconfronteerd met een fatale brand. Zijn hij en het team in staat om deze moord op de lossen?                                                                                                 |
| 2.3 | Death in the Clinic        | Richard en zijn collega's krijgen te maken met een dode in een kliniek. Richard is er zeker van dat het geen zelfmoord is, maar hij heeft geen bewijs.                                                       |
| 2.4 | A Deadly Curse             | Camille wil Richard wegwijs maken in de geschiedenis van het eiland. Hij blijft zich echter liever concentreren op zijn werk.                                                                                |
| 2.5 | Murder Onboard             | Er is een moord op een cruiseschip gepleegd. Tijdens het onderzoek blijkt er iemand van het team betrokken te zijn. Gastrol van Ralf Little, die vanaf seizoen 9 de rol van inspecteur Neville Parker speelt |
| 2.6 | A Dash of Sunshine         | Een onwelkome gast uit Richards verleden duikt op in Saint-Marie. |
| 2.7 | A Stormy Occurrence        | Er is een orkaan op weg naar Saint-Marie. Is de storm schuldig aan de dood van een student, of is moeder natuur een handje geholpen?                                                                         |
| 2.8 | A Deadly Party             | Op een feest wordt de organisator op klaarlichte dag vermoord. |

## Seizoen 3 (2014)
| 3.1 | Death of a Detective        | Richard krijgt gezelschap van enkele oude studiegenoten. De reünie wordt bruut verstoord als Richard wordt gedood. De nieuwe inspecteur, Humphrey Goodman, moet de zaak oplossen. Laatste reguliere aflevering met Ben Miller als DI Richard Pool, eerste reguliere aflevering met Kriss Marshall als DI Humphrey Goodman |
| 3.2 | The Wrong Man               | Wanneer een actrice overlijdt op de set, worden Goodman en zijn team ingeschakeld. |
| 3.3 | An Artistic Murder          | Een oude vriend van Fidel is dood. Goodman en zijn team onderzoeken de zaak. |
| 3.4 | Ye of Little Faith          | Goodman en het team onderzoeken de dood van een stewardess in een hotel. Het blijkt dat verliefdheid en jaloersheid een rol spelen. |
| 3.5 | Political Suicide           | Het team belandt in een politiek schandaal als een minister dood wordt gevonden. Een van de hoofdpersonen in het onderzoek blijkt Camilles vader te zijn. |
| 3.6 | The Early Bird              | Een groep vogelspotters ontdekt dat een van de leden is vermoord in het bos. Dwayne besluit undercover te gaan om geen vogels te spotten. |
| 3.7 | The Man with the Golden Gun | Alexander Jacksen, de eigenaar van een naburig eiland, is doodgeschoten tijdens een feestje. |
| 3.8 | Rue Morgue                  | Goodman en zijn team moeten bepalen of er sprake is van zelfmoord. De slaappillen lijken het een uitgemaakte zaak te maken. Laatste reguliere aflevering met Gary Carr als Fidel Best |

## Seizoen 4 (2015)
| 4.1 | Stab in the Dark          | De eigenaar van een rumfabriek wordt vermoord tijdens een seance. Na het vertrek van een van de agenten moet het team van Goodman met een man minder op onderzoek. Eerste reguliere aflevering met Joséphine Jobert als DS Florence Cassell |
| 4.2 | Hidden Secrets            | Als er een moord is gepleegd, begeeft het team zich in de surfwereld. Dwayne werkt hard om indruk te maken op zijn nieuwe collega. |
| 4.3 | Damned If You Do...       | De gemeenschap speelt de Franse invasie van het eiland na, als de voorzitter van de Saint Marie Heritage Society onverwacht overlijdt. Onderzoek wijst naar vergiftiging.                                                                   |
| 4.4 | Until Death Do You Part   | De ochtend na haar vrijgezellenfeest wordt een vrouw dood gevonden. Humphrey ontdekt al snel dat ze is vermoord. Ondertussen moet Camille een grote beslissing nemen. Laatste reguliere aflevering met Sara Martins als DS Camille Bordey   |
| 4.5 | Swimming in Murder        | De zanger van een rockband wordt geëlektrocuteerd in het zwembad. Eerste reguliere aflevering met Tobi Bakare als JP Hooper |
| 4.6 | The Perfect Murder        | Het volleybalteam van Saint-Marie gaat naar de finale en dat moet gevierd worden. Het feestje wordt ruw verstoord wanneer een van de spelers doodgestoken wordt.                                                                            |
| 4.7 | She Was Murdered Twice    | Een vrouw wordt vermoord tijdens een teambuildingsuitje. Een van haar collega's bekent, maar dan blijkt dat het slachtoffer al dood was voor ze werd beschoten.                                                                             |
| 4.8 | Unlike Father, Unlike Son | Een man wordt vermoord terwijl hij in de politiecel zit. Goodmans vader probeert hem over te halen terug te keren naar Groot-Brittannië en het bij te leggen met zijn vrouw.                                                                |

## Seizoen 5 (2016)
| 5.1 | The Complex Murder | Een miljonair-filantroop wordt op zijn boot vermoord. De verdachten waren op dat moment allemaal onder water. |
| 5.2 | One for the Road   | Het team betreedt de duistere wereld van de eilandpolitiek wanneer de gouverneur van Saint-Marie wordt vergiftigd. |
| 5.3 | Posing in Murder   | Mannequin Zoe Mackay wordt gewurgd na het verlaten van de catwalk. De enige aanwijzing is een kous in de hand van het slachtoffer. |
| 5.4 | A Personal Murder  | Pal na het geven van een toespraak tijdens de uitvaart van zijn oude mentor Cedrik, ontvangt Dwayne een sms van de overledene waarin staat dat hij is vermoord. Onderzoek op het lichaam wijst erop dat Cedrik gesmoord is.                                         |
| 5.5 | Lost Identity      | Goodman krijgt bezoek van zijn tante Mary, maar de zaken nemen een onverwachte wending wanneer ze de enige getuige wordt van de dood van John Green. |
| 5.6 | Dishing Up Murder  | Chef-kok Robert Holt wordt dood gevonden in de vriezer van zijn pas geopende restaurant. |
| 5.7 | The Blood Red Sea  | Een diepzeeduiker op zoek naar wrakken wordt dood gevonden op zijn boot. Hij had veel geldstukken opgedoken. Is illegaal bergen hem fataal geworden? |
| 5.8 | Flames of Love     | Toeriste Sian Evans wordt dood aangetroffen in de badkamer, met een pistool in haar hand. Alles wijst op zelfmoord, maar Goodman gelooft daar niet in. JP trouwt met Rosey Fabrice en Humphrey ontmoet een oud vriendinnetje, waardoor hij terugdenkt aan Engeland. |

## Seizoen 6 (2017)
| 6.1 | Erupting in Murder           | De dood van een wetenschapper bij een actieve vulkaan blijkt een moeilijk geval. Alles lijkt te wijzen op een natuurlijke dood. |
| 6.2 | The Secret of the Flame Tree | Florence voelt zich emotioneel betrokken bij de dood van Esther Monroe aan de voet van een klif. Terwijl ze op zoek zijn naar mogelijke getuigen van de moord, komen Dwayne en JP een angstige vrouw tegen. |
| 6.3 | The Impossible Murder        | Het romantische weekendje weg van Humphrey en Martha wordt verstoord door de moord op de hoteleigenaar. |
| 6.4 | Stumped in Murder            | De voorzitter van de cricketclub is doodgeschoten. |
| 6.5 | Man Overboard – part 1       | Op een paar kilometer uit de kust wordt op een bootje een vermoorde man gevonden. Er is niemand anders aan boord en volgens het radarsysteem zijn er geen andere schepen in de buurt geweest. Het onderzoek breidt zich uit naar Londen, waar het team geholpen wordt door Jack Mooney. Eerste reguliere aflevering met Ardal O'Hanlon als DI Jack Mooney |
| 6.6 | Man Overboard – part 2       | Nadat de zaak opgelost is, besluit Humphrey dat hij liever in Londen blijft. Mooney daarentegen gaat met zijn dochter op vakantie naar Saint-Marie. Laatste reguliere aflevering met Kris Marshall als DI Humphrey Goodman |
| 6.7 | In the Footsteps of a Killer | Een toerist blijkt een alibi te kunnen verschaffen aan een vrouw die zeven jaar geleden wegens moord is veroordeeld. |
| 6.8 | Murder in the Polls          | De burgemeesterverkiezingen van Saint-Marie worden verstoord wanneer een van de kandidaten in zijn stemhokje wordt doodgestoken. |

## Seizoen 7 (2018)
| 7.1 | Murder from Above             | De verloofde van een hotelmagnaat valt de dag voor de bruiloft van het balkon van haar hotelkamer. Alles wijst op zelfmoord, maar waarom heeft ze één vingernagel gelakt en het flesje nagellak onafgesloten laten staan?                             |
| 7.2 | The Stakes Are High           | Mooney en zijn team betreden de pokerwereld wanneer een finalist tijdens het Poker Masters-toernooi met een snelwerkend gif wordt vermoord. |
| 7.3 | Written in Murder             | Wanneer een beroemde thrillerauteur dood uit het water wordt gevist, onthult Mooney een moordverhaal dat een roman waardig is. |
| 7.4 | The Healer                    | Een vrouw wordt vergiftigd tijdens een gebedsgenezingsbijeenkomst |
| 7.5 | Murder on the Day of the Dead | Op de Dag van de Doden wordt de organisator van een benefietveiling vermoord. Het slachtoffer, Daisy Anderson, wordt gespeeld door Zahra Ahmadi. |
| 7.6 | Meditated in Murder           | De leider van een spirituele retraite is gewurgd. Ten tijde van de moord zaten alle verdachten in een meditatiecirkel. |
| 7.7 | Dark Memories                 | Een oude klasgenoot van JP bekent de moord op Eugene Jones. Mooney is echter niet overtuigd. |
| 7.8 | Melodies of Murder            | Wanneer de hoofdgitarist van een populaire reggaeband wordt vermoord, moeten Jack en zijn team een oude zaak heropenen die de commissaris jarenlang heeft achtervolgd. (Voorlopig) laatste reguliere aflevering met Danny John-Jules als Dwayne Myers |

## Seizoen 8 (2019)
| 8.1 | Murder on the Honoré Express   | Wanneer een passagier in de bus naar Honoré wordt gedood, staan Jack en zijn team voor een raadsel. Niemand heeft zijn stoel verlaten, dus hoe is de moord gepleegd?                                                                                                  |
| 8.2 | Murder Most Animal             | De eigenaar van een dierentuin wordt vermoord met een pijltje uit een verdovingsgeweer. Alle verdachten hebben echter een waterdicht alibi. Eerste reguliere aflevering met Shyko Amos als Ruby Paterson                                                              |
| 8.3 | Whish You Weren't Here         | De presentatrice van een reisprogramma lijkt verdronken te zijn, maar Mooney vertrouwt het niet. |
| 8.4 | Frappe Death Day               | Wanneer een rijke koffiemagnaat wordt neergeschoten, moeten Jack en zijn team de waarheid onder de leugens zien te vinden. |
| 8.5 | Beyond the shining sea, deel 1 | Een kleine vissersgemeenschap wordt opgeschud door de moord op Tiana, de koningin van het Mahi Mahifestival. Als ze zelfstandig op onderzoek uitgaat, wordt Florence neergeschoten. Wordt vervolgd in aflevering 8.6                                                  |
| 8.6 | Beyond the shining sea, deel 2 | Het team krijgt te maken met een nieuwe moord, die verband houdt met de moord op Tiana. Florence besluit dat het beter is dat ze het eiland een tijdje verlaat. Laatste reguliere aflevering met Joséphine Jobert als DS Florence Cassell                             |
| 8.7 | Murder on the Airwaves         | Terwijl het team de moord onderzoekt op radioster Dessie Dixon, die tijdens een live-uitzending vermoord werd, wordt Jacks functioneren onderzocht door DS Madeleine Dumas van Interne Zaken. Eerste reguliere aflevering met Aude Legastelois als DS Madeleine Dumas |
| 8.8 | Murder Begins at Home          | Een deelnemer aan een meerdaagse trektocht te paard verdwijnt tijdens een nachtelijk noodweer. Hij duikt weer op achter de afgesloten deur van het politiebureau. Dood.                                                                                               |

## Seizoen 9 (2020)
| 9.1 | La Murder Le Diablé            | De festiviteiten vanwege het nieuwe jaar komen tot een abrupt einde voor Jack en zijn team als een man zijn vrouw doodgestoken in de keuken vindt. De woorden "De wraak...", die de moordenaar op de grond achterlaat, doen vermoeden dat er nog meer komt. |
| 9.2 | A Murder in Portrait           | Een kunstenares wordt vergiftigd met blauwzuur. Sporen van het gif worden gevonden in een blikje limonade. Het blikje is echter door niemand gemanipuleerd. Hoe komt het gif er dan in? |
| 9.3 | Tour De Murder                 | Een wielrenner wordt in een ravijn naast het parcours gevonden. Het lijkt erop dat hij gevallen is, maar er wordt ook een afgescheurd stuk van een shirt gevonden terwijl het shirt van de dode nog heel is. |
| 9.4 | Pirates of the Murder Scene    | Een man wordt dood gevonden, maar de plaats waar hij wordt gevonden (een roeibootje een paar kilometer voor de kust), de doodsoorzaak (val van een grote hoogte) en de plaats waar zijn auto gevonden wordt (een paar kilometer landinwaarts) stroken niet met elkaar. Jack besluit dat de tijd voor hem gekomen is Saint-Marie te verlaten. Laatste reguliere aflevering met Ardal O'Hanlon als DI Jack Mooney                      |
| 9.5 | Switcharoo                     | Een vrouw wordt dood gevonden in een hotelkamer. Het lijkt op zelfmoord, maar inspecteur Neville Parker, die overgevlogen is uit het Verenigd Koninkrijk om dat te bevestigen, twijfelt. Commissaris Patterson geeft hem vervolgens opdracht uit te zoeken wat er dan wél is gebeurd. Na afloop verhindert diepveneuze trombose Parker terug naar huis te vliegen. Eerste reguliere aflevering met Ralf Little als DI Neville Parker |
| 9.6 | Murder on Mosquito Island      | De leider van een op een nabijgelegen eiland gegeven overlevingscursus wordt vermoord. Ten tijde van zijn dood zaten alle cursisten bij elkaar. Parker, die tegen zijn zin nog steeds op Saint-Marie verblijft, onderzoekt de zaak. Slecht weer dwingt hem en commissaris Patterson onverwacht op het eiland te overnachten. |
| 9.7 | Death in the Salon             | Een vrouw wordt in het bijzijn van haar zus en twee nichtjes in de kapsalon doodgestoken. Niemand heeft echter iets gezien. |
| 9.8 | Now You See Him, Now You Don't | Een man wordt op het strand doodgeschoten. Zijn blinde echtgenote lijkt de enige getuige te zijn. Parker krijgt van zijn arts groen licht om weer te vliegen, maar besluit tot ieders verbazing – waaronder die van hem zelf – op het eiland te blijven. JP wordt bevorderd tot sergeant. Laatste reguliere aflevering met Shyko Amos als Ruby Paterson en Aude Legastelois als DS Madeleine Dumas                                   |

## Seizoen 10 (2021)
| 10.1 | Pilot of the Airwaves  | Een verslaggeefster wordt vermoord. Op het bepaalde tijdstip van overlijden presenteerde de hoofdverdachte een live-uitzending op de plaatselijke televisie. Tweede reguliere aflevering met Joséphine Jobert als DS Florence Cassell |
| 10.2 | Steamy Confessions     | Een archeoloog wordt vergiftigd met arsenicum. Zijn assistente bekent al snel hem via zijn koffie kleine hoeveelheden te hebben toegediend met het doel hem ziek te maken, niet om hem te vermoorden. De koffie blijkt echter helemaal geen gif te bevatten en iets anders heeft het slachtoffer niet genuttigd.                                                                                    |
| 10.3 | Lucky in Love          | Een vrouw die met haar man op bezoek is bij kennissen die naar Saint-Marie verhuisd zijn, vindt het levenloze lichaam van haar gastvrouw. Terwijl ze aan het telefoneren is, wordt ze van achteren neergeslagen. Als ze weer bijkomt, is het lichaam weg. Waar is het lijk en wie is de moordenaar?                                                                                                 |
| 10.4 | Chain Reaction         | Als Parker na een beet van een zandvlieg een nacht in het ziekenhuis moet blijven, vindt hij het dode lichaam van de nachtzuster. Hoewel het lijkt op zelfmoord, zijn er ook aanwijzingen dat de vrouw helemaal niet van plan was een einde aan haar leven te maken. |
| 10.5 | Music To My Ears (1/2) | Een concertpianist wordt vermoord. Hij laat een aanwijzing achter richting een oplichter die al twintig jaar dood zou zijn, maar wiens vingerafdrukken later ook op het moordwapen worden aangetroffen. Het onderzoek voert Florence Cassell naar Londen en als Catherine in haar huis overvallen wordt, laat de commissaris Camille Bordey overkomen uit Parijs. Wordt vervolgd in aflevering 10.6 |
| 10.6 | Fake or Fortune (2/2)  | Catherine legt in het ziekenhuis een verklaring af die leidt naar een moord waarvan niemand wist dat hij gepleegd was. De identiteit van het slachtoffer in die zaak zorgt voor een doorbraak in de zaak van de dode pianist. Gastoptredens van Ben Miller als Richard Poole en Sara Martins als Camille Bordey                                                                                     |
| 10.7 | Somewhere in Time      | De schipper van een vissersboot die door een groepje vrienden voor een vrijgezellenfeest was ingehuurd, wordt 's ochtends op een strand enkele kilometers verderop dood gevonden met een harpoen in zijn borst. Ook zijn motorsloep ligt daar, maar een essentieel onderdeel van de motor ligt nog op de boot, die volgens het gps-systeem de hele nacht niet van zijn plaats is geweest.           |
| 10.8 | I'll Never Let You Go  | Een man meldt zich op het politiebureau met de mededeling dat hij iemand vermoord heeft. JP krijgt een baan aangeboden op het opleidingsinstituut van de politie en verlaat Saint-Marie. Laatste reguliere aflevering met Tobi Bakare als JP Hooper |

### Kerstaflevering (2021)
| Christmas Special | Een vermogend man wordt dood aangetroffen. Het lijkt zelfmoord, maar iemand in Londen ontvangt een anonieme kerstkaart met de boodschap dat de man vermoord is. Gastoptreden van Danny John-Jules als Dwayne Myers |

## Seizoen 11 (2022)
| 11.1 | Last Call to Honoré | Nadat de vader van een ontvoerd meisje het gevraagde losgeld heeft afgeleverd, wordt het meisje volgens afspraak vrijgelaten. De man zelf wordt echter dood teruggevonden. Na het vertrek van JP komt sergeante Thomas het team versterken. Eerste reguliere aflevering met Shantol Jackson als DS Naomi Thomas |
| 11.2 | A Double Bogey      | Een man wordt dood op een golfbaan gevonden. Een voicemailbericht dat hij aan het inspreken was, lijkt erop te wijzen dat hij is aangevallen door zijn broer, met wie hij eerder een knallende ruzie heeft gehad. Beelden van een beveiligingscamera plaatsen zijn broer op het moment van de aanval echter op een andere locatie. |
| 11.3 | Death in Flight     | Een groep collega's die op het eiland is vanwege teambuildingsactiviteiten gaat parachutespringen. Harde wind doet de groep besluiten uit te wijken naar een tweede 'drop zone'. Alleen de baas springt op de oorspronkelijke plaats. Hij wordt op een paar kilometer van de beoogde landingsplaats hangend in een boom teruggevonden, met in zijn rug een mes dat daar nog niet zat toen hij uit het vliegtuig sprong. Florence Cassell vertrekt naar Jamaica om de plaatselijke politie bij een undercovermissie te assisteren. |
| 11.4 | Undercover and Out  | Een Jamaicaanse drugssmokkelaar en haar gezin brengen een bezoek aan Saint-Marie. Cassell, die als au pair geïnfiltreerd is, is er ook bij. Dan wordt de eigenaar van de boerderij waar het gezelschap verblijft dood in zijn kantoortje gevonden. Na het oplossen van de zaak lijkt het beter te zijn dat Cassell voorlopig uit het zicht verdwijnt, om de rest van de bende te ontlopen. Laatste reguliere aflevering met Joséphine Jobert als DS Florence Cassell                                                              |
| 11.5 | Painkiller Thriller | Een patiënte in een ontwenningskliniek overlijdt aan een anafylactische reactie. Ze was allergisch voor aspirine, maar de verpleegkundige geeft aan dat ze absoluut geen aspirine verstrekt heeft. Het team krijgt versterking van Darlene en Parkers zus Izzy komt onverwacht op bezoek. |
| 11.6 | Phone-In Murder     | Een vrouw belt de politie met de mededeling dat ze aangifte wil doen van een moord. Als de politie arriveert om haar verklaring op te nemen, vinden ze de vrouw met kneuzingen in de hals en het gezicht naar beneden in het zwembad. |
| 11.7 | Murdering Lyrical   | Een rapper wordt doodgeschoten terwijl hij luistert naar een collega die zich voorbereidt op een optreden. De dader lijkt via de nooduitgang binnen te zijn gekomen. Die kan echter alleen van binnenuit opengemaakt worden. Wie heeft de dader binnengelaten? En waarom deed de dader vlak voor het schot het licht uit? |
| 11.8 | Death of a Pawn     | Een voormalig topschaker die nu een teruggetrokken bestaan leeft, wordt tijdens zijn eerste wedstrijd in 35 jaar vermoord. De journaliste die hem voor de wedstrijd geïnterviewd heeft, blijkt een oude bekende van commissaris Patterson te zijn. |

### Kerstaflevering (2022)
| Christmas Special | Toen Selwyn Patterson net van de politie-opleiding kwam, verdween op kerstavond een jongen uit het ouderlijk huis. Hij werd nooit teruggevonden en men ging ervan uit dat hij in een nabijgelegen moeras verdwaald en verdronken was. 45 jaar later wordt een blogster die deze cold case onderzoekt in hetzelfde moeras vermoord. |

## Seizoen 12 (2023)
| 12.1 | Murder in the Stars            | Vijf astronomen komen samen om een zeldzame eclips te bewonderen. Als de verduistering voorbij is, ligt een van hen dood aan de voet van een klif. |
| 12.2 | The Communal Death             | Een prepper wordt vergiftigd in een afgesloten bunker gevonden. Volgens de beelden van de beveiligingscamera was er verder niemand aanwezig, maar een notitie op zijn telefoon lijkt zelfmoord uit te sluiten. |
| 12.3 | Murder on the High Seas        | Een makelaar die een groepje potentiële kopers naar een 'cove' vaart, blijft alleen op de boot achter terwijl de klanten het strand verkennen. Als de klanten terugkomen, blijkt de makelaar te zijn vermoord. |
| 12.4 | An Unpleasant Homecoming       | DS Thomas is op het naburige eiland Sint Barnabas voor het huwelijk van haar vriendin. Vlak voor de ceremonie begint, wandelt onverwacht de van haar familie vervreemde moeder van de bruid de kerk binnen. Als het later tijd is om de taart aan te snijden, strompelt de vader van de bruid met een mes in zijn rug naar voren. Met zijn laatste adem beschuldigt hij zijn ex, die volgens gemaakte video-opnamen het feest echter niet heeft verlaten. |
| 12.5 | On the Sanctity of Children    | De eregast op een benefiet voor een kindertehuis, die daar als kind zelf ook heeft gewoond, wordt doodgestoken. Commissaris Patterson krijgt bezoek van de dochter van wie hij tot voor kort nog nooit had gehoord. |
| 12.6 | A Murder Forewarned - Part 1   | Parker ontvangt een brief met de mededeling dat er die dag een moord gepleegd zal worden. Als er daadwerkelijk een vermoorde man gevonden wordt, weet Parker de afzender van de brief en vermoedelijke moordenaar te achterhalen. Hij heeft alleen geen sluitend bewijs. Wanneer de waarschijnlijke dader op zijn beurt dood gevonden wordt, verandert Parker van onderzoeker in verdachte. Wordt vervolgd in aflevering 12.7                             |
| 12.7 | Sins of the Detective - Part 2 | Met Parker als hoofdverdachte komt er een detective van buitenaf om de zaak te onderzoeken. Hoewel al het bewijs richting Parker wijst, zijn Parkers collega's en commissaris Patterson overtuigd van zijn onschuld. |
| 12.8 | A Calypso Caramba              | De vorige zaak heeft Parker aan het denken gezet over zijn toekomst op het eiland. Dan wordt de eigenaar van een bar vergiftigd met een glas rum, terwijl Parker toevallig in de bar zit. Parker is er zeker van dat het glas in orde was toen het aan het slachtoffer overhandigd werd. |

### Kerstaflevering (2023)
| Christmas Special | Een ondernemer wordt gevonden op de bodem van een ravijn. Het lijkt een ongeluk, maar wat bedoelde hij met de laatste woorden die hij zei voor hij overleed? Als de vrouw die hem vond vervolgens spoorloos verdwijnt, is Parker ervan overtuigd dat er méér aan de hand is. Parkers moeder brengt een bezoek voor de feestdagen. |

## Seizoen 13 (2024)
| 13.1 | Going Round in Circles | Als commissaris Patterson tijdens een receptie ter ere van zijn vijftigjarig jubileum bij de politie even naar buiten stapt voor een frisse neus, wordt hij in zijn rug geschoten. Vrolijker nieuws komt uit Parijs, waar Camille Bordey bevalt van een baby. Inclusief kerstspecials is dit de 100e aflevering van Death in Paradise. Gastoptreden van Sara Martin als Camille Bordey. |
| 13.2 | Your Number's Up       | Een vrouw loopt tijdens een spelletje bingo in de recreatiezaal van het verzorgingstehuis even de ommuurde tuin in. Als haar medebewoners haar komen halen, blijkt ze vermoord te zijn. |
| 13.3 | Serving up Murder      | De keurmeester van een kookwedstrijd valt dood neer. Alles wijst op een snelwerkend gif, maar er is niets geserveerd waar niemand anders van gegeten of gedronken heeft. |
| 13.4 | Murder Most Electric   | Na een grote stroomstoring wordt een geëlektrocuteerde man bij een transformator gevonden. Al snel is duidelijk dat hij betrokken was bij een operatie waarbij al geruime tijd illegaal stroom afgetapt werd. Minder duidelijk is waarom hij zijn isolatiehandschoenen, die naast hem liggen, niet aan heeft getrokken. |
| 13.5 | As the Sun Sets        | Marlon Pryce wordt gebeld door een man die hij niet meer gesproken heeft sinds hij uit zijn schimmige verleden ontsnapt is. Als hij poolshoogte komt nemen, ziet hij het roerloze lichaam van de man liggen. Terwijl hij zijn collega's telefonisch op de hoogte brengt, wordt hij van achteren neergeslagen. Marlons zus krijgt ondertussen een studiebeurs van een school op Jamaica. Dat betekent wel dat ook Marlon Saint-Marie zal moeten verlaten. Laatste reguliere optreden van Tahj Miles als Marlon Pryce. Gastoptreden van Tobi Bakare als JP Hooper.                                                          |
| 13.6 | Murder Going Down      | Een ernstig zieke vrouw en haar man stappen op de eerste verdieping van hun hotel in de lift, als de man erachter komt dat hij iets op hun kamer heeft laten liggen. Hij loopt terug om het te halen en belt de receptie met het verzoek om zijn vrouw uit de lift te helpen. Wanneer de liftdeuren op de begane grond open gaan, blijkt de vrouw te zijn doodgestoken. De beoogde vervanger van Marlon zegt af. In zijn plaats meldt een oude bekende zich: Dwayne Myers (Danny John-Jules). Parker denkt erover het eiland te verlaten.                                                                                 |
| 13.7 | A Tale of Two Islands  | Op het nabijgelegen eiland Saint-Auguste wordt een verdronken vrouw in een verder verlaten zwembad gevonden. Wanneer Curtis en Myers op het eiland aankomen voor wat een routine-onderzoek lijkt te worden, komen ze Florence Cassell tegen, die hen vertelt dat zij sinds die ochtend geen beschermde getuige meer is. Als vervolgens blijkt dat Cassell de vrouw vlak voor haar dood uit zee heeft zien komen, rijst het vermoeden dat het misschien toch geen ongeluk was. Want waarom zou iemand die net in zee gezwommen heeft, naar het zwembad gaan? Als Cassell terugkomt op Saint-Marie loopt ze Parker net mis. |
| 13.8 | A Murder in the Skies  | Parker stapt in het vliegtuig naar Dominica. Vlak voor vertrek valt hij in slaap. Bij aankomst mist hij de passagier die achter hem in het vliegtuig zat. Alle andere inzittenden zeggen de man nooit gezien te hebben. Als Parker commissaris Patterson belt, blijkt de man zojuist met een kogelgat in zijn borst op het strand van Saint-Marie gevonden te zijn. Parker keert terug naar Saint-Marie om het raadsel op te lossen. Aan het eind van de aflevering vertrekken hij en Cassell gezamenlijk van Saint-Marie.                                                                                                |

### Kerstaflevering (2024)
| Christmas Special | Drie mannen worden op verschillende plaatsen op het eiland doodgeschoten – met hetzelfde wapen en en naar het lijkt op hetzelfde tijdstip. Ze droegen allemaal een kerstmannenkostuum. Het team wordt geholpen door de Londense inspecteur Mervin Wilson (Don Gilet), die toevallig op het eiland verblijft. |

## Seizoen 14 (2025)
| 14.1 | Naamloos | Een uit een crimineel milieu afkomstige jonge agent gaat enthousiast op weg naar zijn eerste werkdag voor de politie van Saint-Marie. Hij komt daar alleen nooit aan; zijn dode lichaam wordt langs de weg gevonden. Het lijkt een ongeluk, maar inspecteur Wilson vertrouwt de zaak niet en besluit nog iets langer op het eiland te blijven. Aan het eind van de aflevering krijgt commissaris Patterson een verontrustende mededeling. Gastoptreden van Tobi Bakare als JP Hooper. |
| 14.2 | Naamloos | Een deelnemer aan een televisieprogramma daalt met een tokkelbaan af door het oerwoud. Halverwege verdwijnt hij tussen het gebladerte, uit het zicht van de cameradrone. Als hij beneden aankomt, blijkt hij te zijn doodgestoken. Darlene heeft ondertussen haar handen vol aan de kersverse agent Sebastian Rose. |
| 14.3 | Naamloos | Een zakenvrouw overlijdt tijdens de presentatie van een nieuw product aan wat lijkt op de gevolgen van een anafylactische shock. Ze had inderdaad een pinda-allergie, maar uit onderzoek blijkt dat ze al minstens veertien uur niets te hebben gegeten. Patterson vertelt het team de reden van zijn recente kribbigheid: zijn functie gaat geschrapt worden. |
| 14.4 | Naamloos | Een rumdistilleerderij staat op het punt verkocht te worden. Bij een toost op de goede afloop lopen de betrokkenen een methanolvergiftiging op. Het enige dodelijke slachtoffer heeft het telefoonnummer van inspecteur Wilson in zijn zak. |
| 14.5 | Naamloos | Het team woont een voetbalwedstrijd bij. Na afloop wordt een van de aanvoerders dood in de kleedkamer gevonden. |
| 14.6 | Naamloos | Een vrouw arriveert op Saint-Marie om een man die ze via het internet heeft leren kennen te ontmoeten. Terwijl ze aan het telefoneren zijn, lijkt de man door iemand bedreigd te worden. Bij het huis van de man aangekomen, vindt ze zijn dode lichaam. Ondertussen lijkt Pattersons tijd bij de politie erop te zitten en komt een buitenstaander de efficiency van de politie van Saint-Marie beoordelen.                                                                          |
| 14.7 | Naamloos | Met hulp van Patterson krijgt Wilson eindelijk de gelegenheid de zaak op te lossen van een vrouw die, ondanks het feit dat ze de weersverwachting had geraadpleegd, vlak voor Wilson op het eiland arriveerde omkwam bij een zware storm op zee: zijn moeder, die hem vlak na zijn geboorte voor adoptie heeft aangeboden en die hij nooit gekend heeft. |
| 14.8 | Naamloos | Wilson denkt eindelijk terug naar Londen te kunnen gaan. Terwijl hij op het vliegtuig wacht, wordt in het strandhuisje waar hij tijdens zijn verblijf op het eiland gewoond heeft een dode vrouw gevonden. Als de zaak opgelost is en Wilson zich wederom klaarmaakt voor vertrek, vertelt Patterson hem dat hij een broer heeft op het eiland. |